# Tepextitla
Tepextitla är en ort i Mexiko.   Den ligger i kommunen Huitzilac och delstaten Morelos, i den sydöstra delen av landet, 50 km söder om huvudstaden Mexico City. Tepextitla ligger 2 610 meter över havet och antalet invånare är 123.
Terrängen runt Tepextitla är huvudsakligen kuperad, men österut är den bergig. Runt Tepextitla är det tätbefolkat, med 881 invånare per kvadratkilometer. Närmaste större samhälle är Cuernavaca, 12,4 km söder om Tepextitla. I omgivningarna runt Tepextitla växer i huvudsak blandskog.